# يان كروفورد (عالم أحياء فلكي)
يان كروفورد (بالإنجليزية: Ian Crawford)‏ هو عالم أحياء فلكي ‏ بريطاني، ولد في 1961 في وارينغتون في المملكة المتحدة.